# Grubbtjärnen (Vilhelmina socken, Lappland)
Grubbtjärnen är en sjö i Vilhelmina kommun i Lappland och ingår i Ångermanälvens huvudavrinningsområde. Grubbtjärnen ligger i Marsfjället Natura 2000-område.